# Danny O'Rourke
Danny O'Rourke (Columbus, 31 mei 1983) is een Amerikaanse voetballer.

## Clubcarrière
O'Rourke werd door San Jose Earthquakes als vierde gekozen in de MLS SuperDraft 2005. Hij begon het seizoen als basisspeler maar verloor die plek later aan Ricardo Clark. In 2006 werd hij naar New York Red Bulls gestuurd inruil voor Adrian Serioux. Na achtentwintig wedstrijden bij New York kwam hij in 2007 bij Columbus Crew terecht. O'Rourke werd een vaste kracht voor Columbus en komt zowel in de verdediging als op het middenveld in actie. Aan het einde van het seizoen in 2013 kreeg O'Rourke van het bestuur te horen dat Columbus Crew niet met hem verder zou gaan in 2014. Vervolgens tekende hij op 27 mei 2014 een contract bij Portland Timbers, waar hij in twaalf competitiewedstrijden zou spelen voordat hij weer vertrok.

## Trivia
O'Rourke's vader, Dan O'Rourke, was professioneel Americanfootballspeler van NFL team Houston Oilers.